# Michael Pitt
Michael Carmen Pitt (West Orange, Nueva Jersey; 10 de abril de 1981) es un actor y músico estadounidense. Es conocido por sus papeles como protagonista en filmes como Murder by Numbers (2002), The Dreamers (2003), Last Days (2005), Delirious (2006), Funny Games (2007) y Day of the Fight (2023), y en televisión por papeles como Henry Parker en el drama adolescente Dawson's Creek (1999-2000), Jimmy Darmody en la serie de HBO Boardwalk Empire (2010-2011) y Mason Verger en la segunda temporada de la serie Hannibal (2014). También actuó en los filmes Bully (2001), The Village (2004), Silk (2007), Seven Psychopaths (2012), I Origins (2014) y Ghost in the Shell (2017). Fue guitarrista y vocalista de la banda Pagoda.

## Primeros años
Nacido en West Orange, Nueva Jersey, Michael es el menor de cuatro hermanos. Sus primeros intereses fueron la carpintería, la pintura y la música, hasta que vio la película Lawrence of Arabia y quiso dedicarse a la actuación. A los 10 años de edad, le comunicó a sus padres su deseo de ser actor, después de actuar en un escenario en un campamento de verano. Tras ser expulsado de tres escuelas secundarias, a los 16 años Pitt se trasladó a la ciudad de Nueva York, donde compartió, junto a otras nueve personas, un departamento de una habitación en Chinatown. Para ganarse la vida, consiguió un trabajo como mensajero en bicicleta, al mismo tiempo que tomaba clases los fines de semana en la American Academy of Dramatic Arts, lugar donde conocería a un profesor que se convertiría en su mentor, Bill Bartlett. "Él fue la primera persona en decirme que yo era hábil en algo", dijo Pitt sobre Bartlett. Pitt es de ascendencia italiana por parte materna; al principio de su carrera consideró usar el apellido de su madre, Di Maio, para que no lo relacionaran con Brad Pitt.

## Carrera
En 1999, con 19 años de edad, Pitt hizo su debut en la obra The Trestle at Pope Lick Creek de un teatro off-Broadway de Nueva York. Un agente de casting, a quien Pitt confundió con un oficial de policía, lo recomendó para un rol en la serie televisiva Dawson's Creek, donde interpretó a Henry Parker en 15 episodios entre los años 1999 y 2000.
Su primer papel importante, en Hedwig and the Angry Inch (2001), lo llevó a conseguir papeles como secundario en Bully, una película independiente basada en hechos reales, y posteriormente en producciones más grandes como Murder by Numbers y The Village, y como protagonista en The Dreamers (2003) de Bernardo Bertolucci. Su papel en The Dreamer fue notable por varias escenas en las que sale desnudo.
Sus siguientes trabajos fueron en The Heart Is Deceitful Above All Things de Asia Argento, y como protagonista en Last Days de Gus Van Sant, donde interpreta a una estrella de rock inspirada en Kurt Cobain. Pitt interpretó todas las canciones, las cuales se asemejaban al estilo vocal y a la guitarra del líder de Nirvana. Durante la filmación, conoció a Thurston Moore de Sonic Youth, quien había sido contratado por Van Sant como consultor musical. Ambos formaron un vínculo cercano, Moore escribió: "Gus quería que yo pasara tiempo con Michael y hablaramos sobre su personaje, y dejarlo interpretarlo. Terminamos pasando mucho tiempo junto. Mi hija Coco todavía relaciona a Michael con Blake de Last Days".
En el año 2007, protagonizó Silk, una adaptación de la novela de Alessandro Baricco. Hizo el papel de Hervé Joncour, un contrabandista francés de gusanos de seda que se enamora de la mujer de un magnate en Japón. El mismo año, protagonizó la comedia romántica Delirious donde interpreta a un joven sin hogar que se hace amigo de un fotógrafo de famosos interpretado por Steve Buscemi y se enamora de una cantante pop (Alison Lohman). En 2008, trabajó en Funny Games, un remake de Michael Haneke de su propia película de 1997, junto a Tim Roth y Naomi Watts.
Además de actuar, Pitt toca la guitarra y canta en la banda Pagoda. Con otra banda, los Twins of Evil, interpretó "Hey Joe", que forma parte del soundtrack de The Dreamers.
Tras Delirious (2006), volvió a trabajar junto a Steve Buscemi, esta vez para coprotagonizar la serie Boardwalk Empire, ambientada en Atlantic City durante la ley seca. Pitt interpretó a James "Jimmy" Darmody, un excombatiente de la Primera Guerra Mundial y contrincante de Nucky Thompson (Buscemi) durante las dos primeras temporadas.
Fue imagen de la colección masculina de Prada Primavera-Verano 2012.

## Vida privada
Pitt estuvo comprometido con Asia Argento entre 2003 y 2004. En 2005, reveló que había estado "comprometido durante mucho tiempo" con la modelo Jamie Bochert y dijo de ella: "Es mi otra mitad". La relación finalizó en 2014.
En julio de 2022, Pitt fue arrestado y acusado de asalto y hurto menor luego de supuestamente golpear a otro hombre varias veces y tomar su teléfono. En septiembre, Pitt fue hospitalizado y considerado "emocionalmente perturbado" tras ser acusado de arrojar objetos a la gente desde la azotea de un edificio.

## Filmografía

### Películas
- 54 (1998) ... Estudiante de danza (sin acreditar)
- Hi-Life (1998) ... Adolescente
- Even Housewives in Minnesota Have Those Daydreams (cortometraje, 1999) ... Petey
- Descubriendo a Forrester (2000) ... John Coleridge
- Hedwig and the Angry Inch (2001) ... Tommy Gnosis
- Yellow Bird (cortometraje, 2001) ... Stuff
- Bully (2001) ... Donny Semenec
- Murder by Numbers (2002) ... Justin Pendleton
- The Dreamers (2003) ... Matthew
- Rhinoceros Eyes (2003) ... Chep
- Wonderland (2003) (escenas eliminadas) ... Gopher
- Jailbait (2004) ... Randy
- The Heart Is Deceitful Above All Things (2004) ... Buddy
- The Village (2004) ... Finton Coin
- Last Days (2005) ... Blake
- Perfect Partner (2005) (cortometraje)
- The Hawk Is Dying (2006) ... Fred
- Delirious (2006) ... Toby Grace
- Silk (2007) ... Hervé Joncour
- Funny Games (2007) ... Paul
- Hugo (2011) ... Proyeccionista[14]
- Seven Psychopaths (2012) ... Larry
- Rob the Mob (2014) ... Thomas "Tommy" Uva
- I Origins (2014) ... Ian Gray
- The Smell of Us (2014) ... Músico callejero (sin acreditar)
- Asphalte (2015) ... John McKenzie
- The Driver (2015) (cortometraje) ... Carmen
- Criminal Activities (2015) ... Zach
- Criminal (2016) ... Jan Strook, el holandés
- Ghost in the Shell (2017) ... Kuze
- Detective Chinatown 2 (2018) ... Dr. James Springfield
- Run with the Hunted (2019) ... Oscar
- The Last Days of American Crime (2020) ... Kevin Cash
- Day of the Fight (2023)
- Reptiles (2023) ... Eli Phillips
- Black Flies (2023)

### Series de televisión
- Dellaventura (1997) ... Babyface
- Law & Order (1998) ... Andy
- Dawson's Creek (1999-2000) ... Henry Parker
- Boardwalk Empire (2010-2011) ... James "Jimmy" Darmody
- Hannibal (2014) … Mason Verger
- Animals. (2017) … Johnny (voz)
- Lisey's Story (2021) … Andrew Landon